# Großer Preis von Österreich 1970
Der Große Preis von Österreich 1970 (offiziell VIII Großer Preis von Österreich) fand am 16. August auf dem Österreichring in Spielberg statt und war das neunte Rennen der Automobil-Weltmeisterschaft 1970.

## Berichte

### Hintergrund
Der Große Preis von Österreich wurde 1970 nach sechsjähriger Abstinenz zum zweiten Mal ausgetragen. Nachdem bei der Premiere im Jahr 1964 ein Flugplatzkurs in Zeltweg als Austragungsort gedient hatte, wurde nun auf dem unweit davon gelegenen Österreichring gefahren, der 1969 gebaut und eröffnet worden war. Es wurde die ursprüngliche Streckenvariante ohne Schikane am Ende der Start-Ziel-Geraden befahren.
Im Privatteam von Frank Williams wurde Brian Redman durch Tim Schenken ersetzt. Ferrari meldete Ignazio Giunti für das Rennen als dritten Fahrer zusätzlich zur Stammbesetzung Jacky Ickx und Clay Regazzoni. Somit war neben Lotus, B.R.M. und McLaren ein viertes Werksteam mit jeweils drei Fahrern am Start. Graham Hill und Ronnie Peterson, die jeweils als Fahrer für Kundenteams an den meisten übrigen Läufen der Saison teilgenommen hatten, traten nicht zu dem Rennen an.

### Training
Der in der Weltmeisterschaft führende Jochen Rindt sicherte sich vor heimischer Kulisse die Pole-Position vor den beiden Ferrari von Regazzoni und Ickx.

### Rennen
Die zahlreich angereisten Zuschauer erlebten einen Ferrari-Doppelsieg mit Ickx vor Regazzoni, nachdem Lokalmatador Rindt auf Lotus nach nur einem Drittel der Renndistanz auf Platz 4 liegend wegen eines Motorschadens ausgeschieden war.
Mit rund eineinhalb Minuten Rückstand erreichte Rolf Stommelen als Dritter den einzigen Podestplatz seiner Formel-1-Karriere. Über viele Runden hatte zuvor Jean-Pierre Beltoise diesen dritten Rang belegt, fiel aber in der Schlussphase des Rennens aufgrund von Problemen mit der Benzinzufuhr auf den sechsten Platz hinter die beiden B.R.M.-Piloten Pedro Rodríguez und Jackie Oliver zurück.

## Meldeliste
| Team                        | Nr. | Fahrer               | Chassis       | Motor                    | Reifen |
| --------------------------- | --- | -------------------- | ------------- | ------------------------ | ------ |
| Tyrrell Racing Organisation | 01  | Jackie Stewart       | March 701     | Ford Cosworth DFV 3.0 V8 | D      |
| Tyrrell Racing Organisation | 02  | François Cevert      | March 701     | Ford Cosworth DFV 3.0 V8 | D      |
| March Engineering           | 03  | Joseph Siffert       | March 701     | Ford Cosworth DFV 3.0 V8 | F      |
| March Engineering           | 04  | Chris Amon           | March 701     | Ford Cosworth DFV 3.0 V8 | F      |
| STP Corporation             | 05  | Mario Andretti       | March 701     | Ford Cosworth DFV 3.0 V8 | F      |
| Gold Leaf Team Lotus        | 06  | Jochen Rindt         | Lotus 72C     | Ford Cosworth DFV 3.0 V8 | F      |
| Gold Leaf Team Lotus        | 07  | John Miles           | Lotus 72C     | Ford Cosworth DFV 3.0 V8 | F      |
| Gold Leaf Team Lotus        | 08  | Emerson Fittipaldi   | Lotus 49C     | Ford Cosworth DFV 3.0 V8 | F      |
| Motor Racing Developments   | 10  | Jack Brabham         | Brabham BT33  | Ford Cosworth DFV 3.0 V8 | G      |
| Auto Motor und Sport        | 11  | Rolf Stommelen       | Brabham BT33  | Ford Cosworth DFV 3.0 V8 | G      |
| Scuderia Ferrari SpA SEFAC  | 12  | Jacky Ickx           | Ferrari 312B  | Ferrari 001 3.0 F12      | F      |
| Scuderia Ferrari SpA SEFAC  | 14  | Ignazio Giunti       | Ferrari 312B  | Ferrari 001 3.0 F12      | F      |
| Scuderia Ferrari SpA SEFAC  | 27  | Clay Regazzoni       | Ferrari 312B  | Ferrari 001 3.0 F12      | F      |
| Team Surtees                | 15  | John Surtees         | Surtees TS7   | Ford Cosworth DFV 3.0 V8 | F      |
| Yardley Team B.R.M.         | 16  | Jackie Oliver        | BRM P153      | BRM P142 3.0 V12         | D      |
| Yardley Team B.R.M.         | 17  | Pedro Rodríguez      | BRM P153      | BRM P142 3.0 V12         | D      |
| Yardley Team B.R.M.         | 18  | George Eaton         | BRM P153      | BRM P142 3.0 V12         | D      |
| Equipe Matra Elf            | 19  | Jean-Pierre Beltoise | Matra MS120   | Matra MS12 3.0 V12       | G      |
| Equipe Matra Elf            | 20  | Henri Pescarolo      | Matra MS120   | Matra MS12 3.0 V12       | G      |
| Bruce McLaren Motor Racing  | 21  | Denis Hulme          | McLaren M14A  | Ford Cosworth DFV 3.0 V8 | G      |
| Bruce McLaren Motor Racing  | 23  | Peter Gethin         | McLaren M14A  | Ford Cosworth DFV 3.0 V8 | G      |
| Bruce McLaren Motor Racing  | 22  | Andrea de Adamich    | McLaren M14D  | Alfa Romeo T33 3.0 V8    | G      |
| Silvio Moser Racing Team    | 24  | Silvio Moser         | Bellasi F1 70 | Ford Cosworth DFV 3.0 V8 | G      |
| Frank Williams Racing Cars  | 26  | Tim Schenken         | De Tomaso 505 | Ford Cosworth DFV 3.0 V8 | D      |

## Klassifikationen

### Startaufstellung
| Pos. | Fahrer               | Konstrukteur       | Zeit    | Ø-Geschwindigkeit | Start |
| ---- | -------------------- | ------------------ | ------- | ----------------- | ----- |
| 01   | Jochen Rindt         | Lotus-Ford         | 1:39,23 | 214,447 km/h      | 01    |
| 02   | Clay Regazzoni       | Ferrari            | 1:39,70 | 213,436 km/h      | 02    |
| 03   | Jacky Ickx           | Ferrari            | 1:39,86 | 213,094 km/h      | 03    |
| 04   | Jackie Stewart       | March-Ford         | 1:40,15 | 212,477 km/h      | 04    |
| 05   | Ignazio Giunti       | Ferrari            | 1:40,21 | 212,350 km/h      | 05    |
| 06   | Chris Amon           | March-Ford         | 1:40,60 | 211,527 km/h      | 06    |
| 07   | Jean-Pierre Beltoise | Matra              | 1:40,81 | 211,086 km/h      | 07    |
| 08   | Jack Brabham         | Brabham-Ford       | 1:40,81 | 211,086 km/h      | 08    |
| 09   | François Cevert      | March-Ford         | 1:40,89 | 210,919 km/h      | 09    |
| 10   | John Miles           | Lotus-Ford         | 1:41,46 | 209,734 km/h      | 10    |
| 11   | Denis Hulme          | McLaren-Ford       | 1:41,49 | 209,672 km/h      | 11    |
| 12   | John Surtees         | Surtees-Ford       | 1:41,49 | 209,672 km/h      | 12    |
| 13   | Henri Pescarolo      | Matra              | 1:41,70 | 209,239 km/h      | 13    |
| 14   | Jackie Oliver        | B.R.M.             | 1:41,73 | 209,177 km/h      | 14    |
| 15   | Andrea de Adamich    | McLaren-Alfa Romeo | 1:41,82 | 208,992 km/h      | 15    |
| 16   | Emerson Fittipaldi   | Lotus-Ford         | 1:41,86 | 208,910 km/h      | 16    |
| 17   | Rolf Stommelen       | Brabham-Ford       | 1:42,09 | 208,440 km/h      | 17    |
| 18   | Mario Andretti       | March-Ford         | 1:42,28 | 208,052 km/h      | 18    |
| 19   | Tim Schenken         | De Tomaso-Ford     | 1:42,41 | 207,788 km/h      | 19    |
| 20   | Joseph Siffert       | March-Ford         | 1:42,56 | 207,484 km/h      | 20    |
| 21   | Peter Gethin         | McLaren-Ford       | 1:42,79 | 207,020 km/h      | 21    |
| 22   | Pedro Rodríguez      | B.R.M.             | 1:43,19 | 206,218 km/h      | 22    |
| 23   | George Eaton         | B.R.M.             | 1:45,00 | 202,663 km/h      | 23    |
| 24   | Silvio Moser         | Bellasi-Ford       | 1:45,64 | 201,435 km/h      | 24    |

### Rennen
| Pos. | Fahrer               | Konstrukteur       | Runden | Stopps | Zeit       | Start | Schnellste Runde |
| ---- | -------------------- | ------------------ | ------ | ------ | ---------- | ----- | ---------------- |
| 01   | Jacky Ickx           | Ferrari            | 60     | 0      | 1:42:17,3  | 03    | 1:40,42          |
| 02   | Clay Regazzoni       | Ferrari            | 60     | 0      | + 0,61     | 02    | 1:40,39          |
| 03   | Rolf Stommelen       | Brabham-Ford       | 60     | 0      | + 1:27,88  | 17    | 1:41,98          |
| 04   | Pedro Rodríguez      | B.R.M.             | 59     | 0      | + 1 Runde  | 22    | 1:42,13          |
| 05   | Jackie Oliver        | B.R.M.             | 59     | 0      | + 1 Runde  | 14    | 1:42,16          |
| 06   | Jean-Pierre Beltoise | Matra              | 59     | 1      | + 1 Runde  | 07    | 1:41,64          |
| 07   | Ignazio Giunti       | Ferrari            | 59     | 1      | + 1 Runde  | 05    | 1:40,95          |
| 08   | Chris Amon           | March-Ford         | 59     | 0      | + 1 Runde  | 06    | 1:42,29          |
| 09   | Joseph Siffert       | March-Ford         | 59     | 0      | + 1 Runde  | 20    | 1:43,13          |
| 10   | Peter Gethin         | McLaren-Ford       | 59     | 0      | + 1 Runde  | 21    | 1:42,42          |
| 11   | George Eaton         | B.R.M.             | 58     | 0      | + 2 Runden | 23    | 1:44,76          |
| 12   | Andrea de Adamich    | McLaren-Alfa Romeo | 57     | 0      | + 3 Runden | 15    | 1:45,88          |
| 13   | Jack Brabham         | Brabham-Ford       | 56     | 1      | + 4 Runden | 08    | 1:42,00          |
| 14   | Henri Pescarolo      | Matra              | 56     | 0      | + 4 Runden | 13    | 1:42,16          |
| 15   | Emerson Fittipaldi   | Lotus-Ford         | 55     | 0      | + 5 Runden | 16    | 1:45,04          |
| –    | Denis Hulme          | McLaren-Ford       | 30     | 0      | DNF        | 11    | 1:42,67          |
| –    | John Surtees         | Surtees-Ford       | 27     | 0      | DNF        | 12    | 1:42,70          |
| –    | Tim Schenken         | De Tomaso-Ford     | 25     | 0      | DNF        | 19    | 1:44,82          |
| –    | Jochen Rindt         | Lotus-Ford         | 21     | 0      | DNF        | 01    | 1:41,88          |
| –    | Mario Andretti       | March-Ford         | 13     | 0      | DNF        | 18    | 1:44,08          |
| –    | Silvio Moser         | Bellasi-Ford       | 13     | 0      | DNF        | 24    | 1:47,19          |
| –    | Jackie Stewart       | March-Ford         | 7      | 0      | DNF        | 04    | 1:43,35          |
| –    | John Miles           | Lotus-Ford         | 4      | 0      | DNF        | 10    | 1:47,21          |
| –    | François Cevert      | March-Ford         | 0      | 0      | DNF        | 09    | –                |

## WM-Stände nach dem Rennen
Die ersten sechs des Rennens bekamen 9, 6, 4, 3, 2, 1 Punkt(e). Die besten sechs Ergebnisse der ersten sieben und die besten fünf der letzten sechs Rennen zählten zur Meisterschaft. In der Konstrukteurswertung zählten dabei nur die Punkte des bestplatzierten Fahrers eines Teams.

### Fahrerwertung
| Pos. | Fahrer               | Konstrukteur | Punkte |
| ---- | -------------------- | ------------ | ------ |
| 01   | Jochen Rindt         | Lotus-Ford   | 45     |
| 02   | Jack Brabham         | Brabham-Ford | 25     |
| 03   | Denis Hulme          | McLaren-Ford | 20     |
| 04   | Jacky Ickx           | Ferrari      | 19     |
| 05   | Jackie Stewart       | March-Ford   | 19     |
| 06   | Chris Amon           | March-Ford   | 14     |
| 07   | Pedro Rodríguez      | B.R.M.       | 13     |
| 08   | Clay Regazzoni       | Ferrari      | 12     |
| 09   | Jean-Pierre Beltoise | Matra        | 10     |
| 10   | Rolf Stommelen       | Brabham-Ford | 8      |
| 11   | Henri Pescarolo      | Matra        | 8      |
| 12   | Graham Hill          | Lotus-Ford   | 7      |
| 13   | Bruce McLaren †      | McLaren-Ford | 6      |
| 14   | Mario Andretti       | March-Ford   | 4      |
| 15   | Emerson Fittipaldi   | Lotus-Ford   | 3      |
| 16   | Ignazio Giunti       | Ferrari      | 3      |
| 17   | John Miles           | Lotus-Ford   | 2      |
| 18   | Johnny Servoz-Gavin  | March-Ford   | 2      |

| Pos. | Fahrer            | Konstrukteur                | Punkte |
| ---- | ----------------- | --------------------------- | ------ |
| 19   | Jackie Oliver     | B.R.M.                      | 2      |
| 20   | John Surtees      | Surtees-Ford / McLaren-Ford | 1      |
| 21   | Dan Gurney        | McLaren-Ford                | 1      |
| 22   | Joseph Siffert    | Brabham-Ford                | 0      |
| 23   | Ronnie Peterson   | March-Ford                  | 0      |
| 24   | François Cevert   | March-Ford                  | 0      |
| 25   | John Love         | Lotus-Ford                  | 0      |
| 26   | Peter Gethin      | McLaren-Ford                | 0      |
| 27   | George Eaton      | B.R.M.                      | 0      |
| 28   | Peter de Klerk    | Lotus-Ford                  | 0      |
| 29   | Dave Charlton     | Lotus-Ford                  | 0      |
| 30   | Andrea de Adamich | McLaren-Alfa Romeo          | 0      |
| –    | Piers Courage †   | De Tomaso-Ford              | 0      |
| –    | Derek Bell        | Brabham-Ford                | 0      |
| –    | Pete Lovely       | Lotus-Ford                  | 0      |
| –    | Tim Schenken      | De Tomaso-Ford              | 0      |
| –    | Silvio Moser      | Belassi-Ford                | 0      |

### Konstrukteurswertung
| Pos. | Konstrukteur | Punkte |
| ---- | ------------ | ------ |
| 01   | Lotus-Ford   | 50     |
| 02   | March-Ford   | 33     |
| 03   | Brabham-Ford | 33     |
| 04   | McLaren-Ford | 27     |

| Pos. | Konstrukteur   | Punkte |
| ---- | -------------- | ------ |
| 05   | Ferrari        | 25     |
| 06   | Matra          | 17     |
| 07   | B.R.M.         | 13     |
| –    | De Tomaso-Ford | 0      |